# Pararge arnauta
Pararge arnauta är en fjärilsart som beskrevs av Hans Rebel och Hans Zerny 1932. Pararge arnauta ingår i släktet Pararge och familjen praktfjärilar. Inga underarter finns listade i Catalogue of Life.